# Tecopa-Kärpfling
Der Tecopa-Kärpfling (Cyprinodon nevadensis calidae) ist eine ausgestorbene Unterart des Nevada-Wüstenfisches (Cyprinodon nevadensis).

## Beschreibung
Der Tecopa-Kärpfling wurde 1942 entdeckt und 1948 erstmals durch Robert Rush Miller beschrieben. Die nur 1,5 cm großen Wüstenkärpflinge besaßen ein überwiegend blau und purpurschimmerndes Schuppenkleid. Am Schwanzende befand sich ein senkrechter Streif. Die Weibchen unterschieden sich von den Männchen durch eine Streifenmusterung. Seine Nahrung bestand aus blaugrünen Algen. In einem Jahr wurde eine Nachkommenschaft von zwei bis zehn Generationen produziert.

## Lebensraum
Der Tecopa-Kärpfling war endemisch in den salzigen Teichen von Tecopa Hot Springs, zwei 42 °C heißen Mineralquellen etwa 56 Kilometer östlich des südlichen Zugangs zum Tal des Todes im Inyo County in Kalifornien. Damit galt Tecopa Hot Springs als einer der heißesten Lebensräume für einen Süßwasserfisch in den Vereinigten Staaten. Die Quellen lagen etwa 10 m auseinander und hatten einen gemeinsamen Durchfluss. Die Fische lebten allerdings nicht im heißen Bereich der Quellen, sondern mehrere 100 Meter stromabwärts, wo das Wasser auf etwa 35 °C abgekühlt war.

## Aussterben
Anfang der 1940er Jahre begann man die nördliche und südliche Quelle von Tecopa Hot Springs zu kanalisieren und Badehäuser zu bauen. In den folgenden Jahren wurde diese Mineralquellen so populär, dass man Ferienhäuser und Wohnwagenparks in der Gegend errichtete. 1965 wurde der Ausfluss der beiden Quellen verbunden und der verbleibende Kanal begradigt. Dies führte zu einer derart starken Erhöhung der Temperatur im Lebensraum des Tecopa-Kärpflings, dass ein weiteres Überleben kaum noch gewährleistet war. Zur selben Zeit wurden der Koboldkärpfling (Gambusia affinis) und der Blaue Sonnenbarsch (Lepomis macrochirus) in Tecopa Hot Springs eingeführt, die den Tecopa-Kärpflingen nachstellten. 1970 wurde der Tecopa-Kärpfling letztmals in einem künstlich angelegten Teich nachgewiesen. Nachdem intensive Suchen in den Jahren 1977 bis 1979 gescheitert waren, wurde er 1981 von der Liste der bedrohten Arten des U.S. Fish and Wildlife Services gestrichen. Gleichzeitig war der Tecopa-Kärpfling die erste Tierart, die nach den Statuten des Endangered Species Act von 1973 offiziell für ausgestorben erklärt wurde.